# 디에고 시나그라
디에고 아르만도 마라도나 시나그라(이탈리아어: Diego Armando Maradona Sinagra, 스페인어: Diego Armando Maradona Sinagra, 1986년 9월 20일 ~ )는 이탈리아의 축구선수이다. 디에고 마라도나의 아들이지만 아버지에게 외면당하고 있다. 축구선수로서의 실력은 아버지에 비해 매우 떨어지나 디에고 마라도나의 친아들이라는 점 때문에 세간에 유명세를 타고 있다.

## 클럽 경력
아버지와는 다르게 주로 3부리그에서 활약했으며 클럽에서도 많은 경기를 뛰지 못 했다.

## 국가대표 경력
2001년 FIFA U-17 월드컵에 이탈리아 U-17 축구 국가대표팀으로 출전한 것이 그의 국가대표 경력의 전부이다.

## 기타
- 시나그라는 세르히오 아구에로의 아들인 베냐민 리오넬 아구에로의 외삼촌이 된다. 마라도나의 후손으로서는 베냐민 아구에로가 주목받고 있을 뿐 정작 마라도나의 아들인 시나그라는 전혀 주목받지 못하고 있다.